# Luisão
Luisão (* 13. Februar 1981 in Amparo (SP); eigentlich Ânderson Luís da Silva) ist ein ehemaliger brasilianischer Fußballspieler.

## Karriere

### Verein
Luisão begann seine Karriere 1999 bei Club Atlético Juventus aus der Stadt São Paulo. Im folgenden Jahr wechselte er zum brasilianischen Traditionsklub Cruzeiro Belo Horizonte, wo er drei Jahre lang blieb. Schnell setzte er sich durch und entwickelte sich zum Stammspieler. Mit Cruzeiro gewann er 2000 und 2003 die Copa do Brasil, 2002 den Copa Sul-Minas und 2003 die Campeonato Mineiro.
Nach guten Leistungen in Brasilien wurden Scouts europäischer Klubs auf ihn aufmerksam. Im Sommer 2003 wechselte er zum portugiesischen Rekordmeister SL Benfica für eine Million Euro. Nach einer Eingewöhnungsphase kam er in die Startelf und überzeugte. Auch 2004/05 und 2005/06 verteidigte er seine Position. Mit Benfica gewann er 2005 sowohl die Meisterschaft als auch den Supercup. Im Juli 2005 verlängerte er seinen Vertrag um weitere sechs Jahre. Erst mit Beginn der Spielzeit 2006/07 kam Luisão zu weniger Einsätzen. Während dieser Zeit wurde er zwischenzeitlich, auf Grund der Ausfälle von Nuno Gomes und Petit zum Kapitän der Mannschaft. Wegen kleinerer Verletzungen kam er in der Spielzeit 2008/2009 nur noch zu wenigen Einsätzen. 2009/10 dominierte Benfica die portugiesische Liga und der Verteidiger konnte zum zweiten Mal nach 2005 das Double aus Meisterschaft und den Taça da Liga, der auch schon in der Vorsaison nach Lissabon geholt wurde, gewinnen. Zum Ende der Hinrunde verlängerte der Abwehrspieler seinen Vertrag zum zweiten Mal, um zwei Jahre. Im Juni 2018 verlängerte Luisão seinen Vertrag bei Benfica um ein Jahr. Im September des Jahres trat er dann als aktiver Spieler zurück.

### Zwischenfälle
Im Januar 2008 sorgte der Defensivspieler und sein Mannschaftskamerad Kostas Katsouranis für einen Eklat, als sich beide während des Spiels anfeindeten und aufeinander losgehen wollten. Mitspieler trennten die Streithähne und Trainer José Antonio Camacho wechselte kurz darauf beide aus. Der Verein entschloss sich schließlich beide Spieler zu suspendieren. Bald danach entschuldigten sich Katsouranis und Luisão für die Entgleisung.
Am 11. August 2012 streckte der Benfica-Kapitän beim Testspiel seiner Mannschaft gegen Fortuna Düsseldorf in der Düsseldorfer ESPRIT arena den Schiedsrichter Christian Fischer in der 43. Minute zu Boden. Daraufhin musste der Unparteiische das Feld verlassen und brach die Partie zwischen dem Fußball-Bundesligisten und dem portugiesischen Spitzenclub schließlich ab. Luisão wies später jede Schuld von sich und sprach von einem „ruhigen Gewissen“. Schiedsrichter Fischer erstattete wenig später eine Strafanzeige gegen den Brasilianer. Die Staatsanwaltschaft Düsseldorf leitete daraufhin ein Ermittlungsverfahren gegen ihn wegen Körperverletzung ein, im Juni 2014 wurde er zu einer Geldstrafe von 60.000 Euro wegen Körperverletzung verurteilt.

### Nationalmannschaft
Luisão gab sein Debüt für die brasilianische Fußballnationalmannschaft am 23. Juli 2001 gegen die Auswahl Honduras im Viertelfinale der Copa América 2001. Damals stand er zusammen mit Cris in der Startformation der Mannschaft, die das Spiel mit 0:2 verlor und ausschied. Auf seine nächste Chance musste der Innenverteidiger zwei Jahre warten, ehe ihn Trainer Carlos Alberto Parreira am 12. Februar 2003 im Freundschaftsspiel gegen China einsetzte. Kurz darauf, im Sommer, wurde er in den Kader für das Gold-Cup-Turnier in Mexiko und den USA berufen.
Dort verpasste er keine Minute und zog mit dem Team ins Endspiel gegen Mexiko ein, das Brasilien mit 0:1 nach Verlängerung verlor. Zu seinen größten Erfolgen mit dem brasilianischen Nationalteam gehören der Sieg in der Copa América 2004. Dort bildete er zusammen mit Juan die Innenverteidigung der Seleção. Auch bei den Erfolgen im Konföderationen-Pokal 2005 und 2009 war Luisão im Kader.
2010 wurde er erstmals für eine WM-Endrunde in das Aufgebot seines Heimatlandes berufen. Die Mannschaft erreichte das Viertelfinale, wo sie gegen die Niederlande ausschied. Als einziger Feldspieler neben Thiago Silva kam Luisão während des gesamten Turniers nicht zum Einsatz. Noch in der Qualifikation spielte er in acht von achtzehn möglichen Spielen. Im Sommer 2011 wurde er für die Copa América in Argentinien nominiert.

## Erfolge
Nationalmannschaft
- Copa América: 2004
- FIFA-Konföderationen-Pokal: 2005, 2009

Cruzeiro EC
- Copa Sul-Minas: 2001, 2002
- Campeonato Mineiro: 2003
- Copa do Brasil: 2000, 2003

Benfica Lissabon
- UEFA Europa League: Finalist 2013, 2014
- Portugiesische Meister (6): 2005, 2010, 2014, 2015, 2016, 2017
- Portugiesischer Pokalsieger (3): 2004, 2014, 2017
- Portugiesischer Ligapokalsieger (7): 2009, 2010, 2011, 2012, 2014, 2015, 2016
- Portugiesischer Supercupsieger (4): 2005, 2014, 2016, 2017

## Trivia
- Luisão ist der ältere Bruder von Alex Silva, der beim Hamburger SV unter Vertrag stand. Ein weiterer Bruder, Andrei Silva, ist ebenfalls Fußballer und seit 2009 im Nachwuchskader von Benfica Lissabon.[13]
- Neben der brasilianischen Staatsbürgerschaft besitzt Luisão auch die portugiesische.